# Le Cannet
Le Cannet en kommun i departementet Alpes-Maritimes i regionen Provence-Alpes-Côte d'Azur i Frankrike med 42 492 invånare.

## Befolkningsutveckling
Antalet invånare i kommunen Le Cannet
| Referens: INSEE |

## Sport
Idrottsklubben Volero Le Cannet (och dess föregångare Entente Sportive Le Cannet-Rocheville) kommer från staden.